# 고나카노역
고나카노역(일본어: 小中野駅)은 일본 아오모리현 하치노헤시에 위치한 동일본 여객철도 하치노헤 선의 철도역이다. 단선 승강장 1면 1선의 구조를 갖춘 고가역이다.

## 이용 현황
| 승차 인원 추이 | 승차 인원 추이 |
| 연도           | 1일 평균       |
| -------------- | -------------- |
| 2000           | 326            |
| 2001           | 325            |
| 2002           | 335            |
| 2003           | 305            |
| 2004           | 292            |

## 역 주변
- 아오이모리 신용금고 미나토 지점 고나카노 출장소

## 역사
- 1934년 6월 1일 : 개업.
- 1987년 4월 1일 : 일본국유철도 분할 민영화에 의해, 동일본 여객철도가 승계.
- 2005년 12월 10일 : 혼하치노헤 역부터 역무원 파견 폐지에 의해 무인화.
- 2006년 2월 23일 : 간이 자동 발권기 설치.
- 2015년 12월 1일 : 혼하치노헤역 업무 위탁화에 의해 역장 · 조역 배치 폐지에 의해 하치노헤 역장 관리하에 함.

## 인접 역
| 동일본 여객철도 하치노헤 선 | 동일본 여객철도 하치노헤 선 | 동일본 여객철도 하치노헤 선 |
| --------------------------- | --------------------------- | --------------------------- |
| 혼하치노헤 하치노헤 방면    | ■ 하치노헤 선               | 무쓰미나토 구지 방면        |